# ماس‌بومل
ماس‌بومل (به هلندی: Maasbommel) یک منطقهٔ مسکونی در هلند است که در وست ماس ان‌وال واقع شده‌است. ماس‌بومل ۱۰٫۶۸ کیلومتر مربع مساحت و ۱٬۳۴۳ نفر جمعیت دارد.